# Main Brook
Main Brook es un pueblo canadiense situado en la provincia de Terranova y Labrador.

## Superficie
Main Brook tiene una superficie de 28 km².

## Demografía
En 2021, tenía 246 habitantes, una densidad poblacional de 8,8 hab./km², y 180 viviendas.